# Kid Icarus: Of Myths and Monsters
『Kid Icarus: Of Myths and Monsters』は1991年に任天堂より発売されたゲームボーイ用ソフトであり、『パルテナの鏡シリーズ』の第2作目にあたる。サブタイトルは「神話と怪物」の意味。北アメリカとヨーロッパでのみ発売され、日本ではゲームボーイ用ソフトとしては発売されなかったが、2012年2月8日より、ニンテンドー3DSのバーチャルコンソールで配信された。『大乱闘スマッシュブラザーズX』では作品内で登場するシールに本作のピットのイラストが出てくる。
なお、日本国内向けの配信の際、作中のテキストは全て英語表記のままだが、マニュアルは日本語にも対応している。

## ストーリー
女神パルテナにより統治されている「エンジェランド」では、イカロスや人々等が平穏に日々を過ごしていた。ある日、パルテナは別の世界からの侵略者「ORCOS」がやってくる事を感じる。それに対抗するため、イカロス軍隊長ピットはパルテナの命により、三種の神器を扱いこなす為の修行を始める。

## ゲーム内容

### システム
動きは前作同様でピットは左右の移動とジャンプ、弓矢の使用が可能。

### 前作との相違点
- 残機の存在

残機の概念が有り、ミスしても残機が残っていればすぐにゲームオーバーにならない。
- 画面のスクロール方向

縦スクロールの面等で下にもスクロールするようになったため、今まで進んで来た所に落ちてもミスにならず、戻ることが可能。
- 石像の配置場所及びボーナス

今作では、通常面にも石像が配置されている（そのため、トンカチも通常面で使用可能）。前作の場合石像を破壊するとイカロスが復活しボス戦時に駆けつけるが、今作では石像を破壊するとアイテムが出現する。
- 値切り可能な店

前作では通常の店で値切れたが、今回は逆にヤミ屋で値切ることが可能。
- 隠し扉およびカギの存在

今作ではトンカチが通常の面で使用可能である他、石像の他壁を壊せる場所が存在する。トンカチで壁を壊すと隠し扉が出現する。
また、前作では砦以外の扉は一度入ると二度と入れなくなったが、本作では店に売っているカギを使用することでもう1回扉に入ることが可能になる。
- 三種の神器の中身

ペガサスの翼、ライトアローは前作同様に登場したが、ミラーシールドは登場せず、代わりにSilver Armor（銀の鎧）が登場した。